# Патрик Лазић
Патрик Лазић (Пула, 1995) српски и хрватски је позоришни редитељ.

## Биографија
Дипломирао је радио и позоришну режију на Факултету драмских уметности у Београду.

## Награде
- Годишња награда Београдског драмског позоришта[2]
- Награда за најбољег младог редитеља ТНТ фестивала у Румунији[2]
- Награда „Хуго Клајн”[2]

## Театрографија
- Дан одлуке, 28.10.2016, Београд, Позориште Бошко Буха[3]
- Урнебесна трагедија, 09.11.2017, Београд, Атеље 212[3]
- Кад је Ниче плакао, 14.02.2019, Београд, Театар Вук[3]
- Фине мртве д(ј)евојке, 23.11.2019, Београд, Београдско драмско позориште[3]
- Све несрећне породице личе на срећне породице, 2021, Пирот, Народно позориште у Пироту[3]
- Наш син, 2022.[4]
- Климакс, 2023.[5]
- Животињска фарма, Градско позориште Чачак[2][6]
- Смрт господина Голуже, Позориште младих Нови Сад[7]
- Мотори, ДАДОВ